# Hassela kyrkby
Hassela kyrkby är en by och småort i Hassela socken i Nordanstigs kommun, Hälsingland, belägen där den gamla sockenkyrkan låg. Hassela kyrkby ligger omkring 2 km sydost om tätorten Hassela, där nuvarande kyrkan ligger.

## Befolkningsutveckling
| Befolkningsutvecklingen i Hassela kyrkby 1960–2015 | Befolkningsutvecklingen i Hassela kyrkby 1960–2015 | Befolkningsutvecklingen i Hassela kyrkby 1960–2015 | Befolkningsutvecklingen i Hassela kyrkby 1960–2015 | Befolkningsutvecklingen i Hassela kyrkby 1960–2015 |
| -------------------------------------------------- | -------------------------------------------------- | -------------------------------------------------- | -------------------------------------------------- | -------------------------------------------------- |
|                                                    |                                                    |                                                    |                                                    |                                                    |
| År                                                 |                                                    |                                                    | Folkmängd                                          | Areal (ha)                                         |
| 1960                                               | 1960                                               |                                                    | 232                                                | 42                                                 |
| 1965                                               | 1965                                               |                                                    | 227                                                | 43                                                 |
| 1970                                               | 1970                                               |                                                    | 218                                                | 46                                                 |
| 1975                                               | 1975                                               |                                                    | 304                                                | 60                                                 |
| 1980                                               | 1980                                               |                                                    | 294                                                | 58                                                 |
| 1990                                               | 1990                                               |                                                    | 188                                                | 39#                                                |
| 1995                                               | 1995                                               |                                                    | 190                                                | 49#                                                |
| 2000                                               | 2000                                               |                                                    | 177                                                | 50#                                                |
| 2005                                               | 2005                                               |                                                    | 164                                                | 48#                                                |
| 2010                                               | 2010                                               |                                                    | 174                                                | 48#                                                |
| 2015                                               | 2015                                               |                                                    | 162                                                | 51#                                                |
| Anm.: Ej tätort 1990. # Som småort.                |                                                    |                                                    |                                                    |                                                    |